# Pombo Musical
Pombo Musical é um álbum infantil produzido pelo cantor Carlos Vives, como uma homenagem ao escritor e poeta colombiano Rafael Pombo. Foi lançado em 13 de agosto de 2008, pela gravadora Gaira Música Local de Vives. O álbum reúne em forma de canção os poemas e fábulas mais emblemáticos de Pombo.
Entre as 14 faixas presentes, apenas uma foi lançada como single, "El Modelo Alfabético" (Inglês: The Model Alphabetical). O álbum foi bem recebido pela crítica, e foi certificado com um disco de platina na Colômbia pela Asociación Colombiana de Productores de Fonogramas (ASINCOL). Também ganhou alguns prêmios, incluindo um Grammy Latino de Melhor Álbum Infantil do Ano e um Premio Shock de Melhor Compilação.
O projeto conta com as participações de Juanes, Aterciopelados, Guillermo Vives, Santiago Cruz, Andrés Castro, Adriana Lucia, Verónica Orozco e Julio Nava.

## Faixas
Todas as faixas escritas e compostas por Rafael Pombo. 
| Pombo Musical – Standard edition |                         | |         |  |
| N.º                              | Título                  | Artista(s) | Duração |  |
| 1.                               | "El Modelo Alfabético"  | Carlos Vives, Dúo Huellas, Eduardo Arias & Karl Troller                                                                                           | 3:44    |  |
| 2.                               | "El Renacuajo Paseador" | Vives, Andrea Echeverri, Lucia Pulido, Iván Benavides, Carlos Ivan Medina, Bernardo Velasco, Ernesto Ocampo, Dúo Huellas, Fundación Batuta Chorus | 4:55    |  |
| 3.                               | "El Gato Bandido"       | Juanes | 4:31    |  |
| 4.                               | "Mirringa Mirronga"     | Aterciopelados | 3:41    |  |
| 5.                               | "El Robanidos"          | Fonseca, Dúo Huellas, Fundación Batuta Chorus | 3:43    |  |
| 6.                               | "Pastorcita"            | Verónica Orozco | 3:31    |  |
| 7.                               | "El Coche"              | Distrito Especial | 2:46    |  |
| 8.                               | "Dios y el Alma"        | Lucia Pulido | 4:44    |  |
| 9.                               | "Juan Chunguero"        | Cabas | 3:31    |  |
| 10.                              | "Simón el Bobito"       | Santiago Cruz, H2 El Guajiro | 4:06    |  |
| 11.                              | "El Niño y la Mariposa" | Adriana Lucía, Dúo Huellas | 2:55    |  |
| 12.                              | "La Pobre Viejecita"    | Vives, Guillermo Vives | 3:20    |  |
| 13.                              | "La Tia Pasipotre"      | Ilona | 4:29    |  |
| 14.                              | "Juan Matachín"         | Julio Navas | 2:53    |  |